# Partit d'Unitat Cristiana
El Partit d'Unitat Cristiana (noruec Kristent Samlingsparti, KSP) és un partit polític de Noruega d'ideologia conservadora cristiana. Va ser fundat el 26 de setembre de 1998 de la unificació del Partit Cristià Conservador, procedent d'una branca conservadora del Partit Democristià, i el Partit de la Coalició Nou Futur, escissió conservadors del Partit del Progrés. La seva ideologia està basada en el cristianisme, la interpretació literal de la Bíblia, i l'oposició a les reformes a l'Església de Noruega.
A les eleccions legislatives noruegues de 2001 va obtenir el 0,3% dels vots i a les de 2005 el 0,1% dels vots i, per tant, no té representació parlamentària.